# Моргрунд
Моргрунд (нем. Moorgrund) — община в Германии, в земле Тюрингия.
Входит в состав района Вартбург. Население составляет 3514 человек (на 31 декабря 2010 года). Занимает площадь 53,39 км².
Коммуна подразделяется на 7 сельских округов.

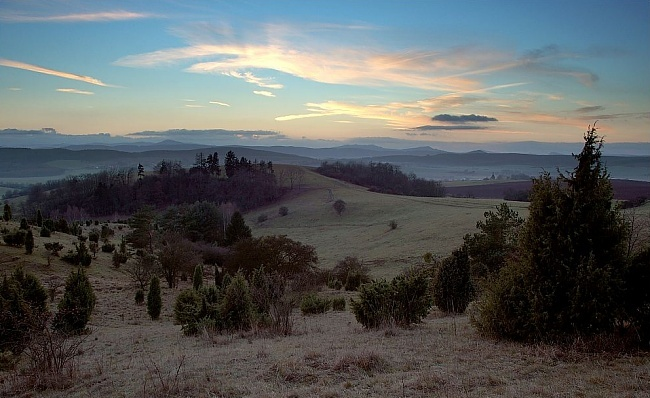
Моргрунд

## Население
| Год  | Численность | Численность |
| ---- | ----------- | ----------- |
| 2014 | 3421        | [ 3 ]       |
| 2017 | 3351        | [ 4 ]       |
| 2019 | 3369        | [ 1 ]       |